# Fábio Daniel Ferreira Vieira
Fábio Vieira (Santa Maria de Feira, 2000. május 30.) portugál utánpótlás-válogatott labdarúgó, 2022 óta az angol Arsenal játékosa.

## Karrier statisztika
Legutóbb 2025. május 18-án lett frissítve.
| Klub           | Szezon         | Klub teljesítmény | Klub teljesítmény | Klub teljesítmény | Nemzeti kupa    | Nemzeti kupa | Liga kupa       | Liga kupa | Nemzetközi kupa | Nemzetközi kupa | Egyéb           | Egyéb | Összesen        | Összesen |
| Klub           | Szezon         | Bajnokság         | Pályara lépések   | Gólok             | Pályara lépések | Gólok        | Pályara lépések | Gólok     | Pályara lépések | Gólok           | Pályara lépések | Gólok | Pályara lépések | Gólok    |
| -------------- | -------------- | ----------------- | ----------------- | ----------------- | --------------- | ------------ | --------------- | --------- | --------------- | --------------- | --------------- | ----- | --------------- | -------- |
| Porto B        | 2019–20        | LigaPro           | 23                | 7                 | —               | —            | —               | —         | —               | —               | —               | —     | 23              | 7        |
| Porto B        | 2020–21        | Liga Portugal 2   | 4                 | 2                 | —               | —            | —               | —         | —               | —               | —               | —     | 4               | 2        |
| Porto B        | Összesen       | Összesen          | 27                | 9                 | —               | —            | —               | —         | —               | —               | —               | —     | 27              | 9        |
| Porto          | 2019–20        | Primeira Liga     | 8                 | 2                 | —               | —            | —               | —         | —               | —               | —               | —     | 8               | 2        |
| Porto          | 2020–21        | Primeira Liga     | 19                | 0                 | 3               | 0            | 1               | 0         | 6               | 1               | —               | —     | 29              | 1        |
| Porto          | 2021–22        | Primeira Liga     | 27                | 6                 | 5               | 1            | 2               | 0         | 5               | 0               | —               | —     | 39              | 7        |
| Porto          | Összesen       | Összesen          | 54                | 8                 | 8               | 1            | 3               | 0         | 11              | 1               | —               | —     | 76              | 10       |
| Arsenal        | 2022–23        | Premier League    | 22                | 1                 | 2               | 0            | 1               | 0         | 8               | 1               | —               | —     | 33              | 2        |
| Arsenal        | 2023–24        | Premier League    | 11                | 1                 | 0               | 0            | 1               | 0         | 3               | 0               | 1               | 0     | 16              | 1        |
| Arsenal        | 2025–26        | Premier League    | 0                 | 0                 | 0               | 0            | 0               | 0         | 0               | 0               | —               | —     | 0               | 0        |
| Arsenal        | Összesen       | Összesen          | 33                | 2                 | 2               | 0            | 2               | 0         | 11              | 1               | 1               | 0     | 49              | 3        |
| Arsenal U21    | 2023–24        | —                 | —                 | —                 | —               | —            | —               | —         | —               | —               | 1               | 0     | 1               | 1        |
| Porto          | 2024–25        | Primeira Liga     | 26                | 4                 | 2               | 0            | 2               | 0         | 9               | 1               | 3               | 0     | 42              | 5        |
| Teljes karrier | Teljes karrier | Teljes karrier    | 140               | 23                | 12              | 1            | 7               | 0         | 31              | 3               | 5               | 1     | 195             | 28       |

1. ↑  Tartalmazza a Portugál kupán és az FA-kupán való pályára lépéseit.
2. ↑  Tartalmazza a Portugál ligakupán és az Angol ligakupán való pályára lépéseit.
3. 1 2  Pályára lépései a Bajnokok ligájában.
4. ↑  Kettő pályára  a Bajnokok ligájában, Három pályára lépése az Európa-ligában.
5. ↑  Pályára lépései a Európa-ligában.
6. ↑  Pályára lépései az Angol szuperkupán
7. ↑  Pályára lépése a Football League Trophyn
8. ↑  Pályára lépései a Európa-ligában.
9. ↑  Pályára lépései a FIFA-klubvilágbajnokságon.

## Sikerei, díjai
- Porto B
  - UEFA Ifjúsági Liga: 2018–19[5]

- Porto
  - Portugál bajnok: 2019–20,[6] 2021–22[7]
  - Portugál kupa: 2021–22[8]

- Arsenal
  - Angol szuperkupa: 2023[9]